# Азербайджан на літніх Паралімпійських іграх 2012
Азербайджан на літніх Паралімпійських іграх 2012 буде представлений як мінімум 22 спортсменами в 6-ти видах спорту. 